# Orde van Khalifa

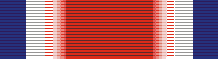
Het lint

 Het Emiraat (koninkrijk) Bahrein werd in 1971 onafhankelijk. De Emir, Isa bin Salman al-Khalifa, stelde in dat jaar een eerste ridderorde, de Orde van Khalifa, (Arabisch:"Wisam al-Khalifa") in.
Het kleinood is een gouden ster met acht punten. Het lint is wit met een brede blauwe middenstreep en een iets smallere rode bies.